# Desoxycholsäure
Desoxycholsäure (INN, kurz: DCA) gehört zu den sekundären Gallensäuren. Chemisch ist sie ein zur Gruppe der Sterine (Sterole) gehörendes Steroid. Ihre Salze werden als Desoxycholate bezeichnet.

## Eigenschaften und biologische Bedeutung
Biochemisch handelt es sich um eine sogenannte sekundäre Gallensäure, welche durch verschiedene Umbauprozesse in der Leber sowie durch die Aktivität bestimmter Darmbakterien aus Cholesterin mit der Zwischenstufe der primären Gallensäure Glycocholsäure synthetisiert wird. Als Gallensäure hat sie eine wichtige Funktion bei der Fettverdauung. 
Mit der strukturellen Verwandtschaft zu den Steroidhormone gibt es Hypothesen über ihre Beteiligung im Hormonhaushalt des Körpers. Hier könnte vor allem eine antagonistische Wechselwirkung mit den Stresshormonen (Glucocorticoide) bestehen.
Desoxycholsäure wirkt emulgierend und cytolytisch.
Im in-vitro-Laborversuch an Zellkulturen wiesen Gallensäuren wachstumshemmende und krebszellenhemmende Eigenschaften auf. Andererseits gibt es Studien, die zeigen, dass DCA als Tumorpromotor bei Darmkrebs wirken kann. Etwa 25 % aller kolorektalen Karzinome bei Menschen tragen spezifische Rezeptoren für Desoxycholsäure. Im Modellorganismus Ratte bildeten sich bei den Tieren signifikant mehr Tumoren, die neben dem krebserregenden Azoxymethan zusätzlich Desoxycholsäure erhielten. Desoxycholsäure gilt als Risikofaktor für die Entstehung von Darmkrebs.

## Verwendung

### Biochemie
Das Natriumsalz der Desoxycholsäure, Natriumdesoxycholat, wird in der Biochemie als anionisches Tensid zum Zellaufschluss und zur Solubilisierung von Membranproteinen verwendet.

### Medizin
2015 wurde Desoxycholsäure in den USA unter dem Warenzeichen Kybella zur Therapie des Doppelkinns zugelassen. Das Mittel wird subkutan an mehreren Stellen in die Region unter dem Kinn gespitzt. Dort zerstört Desoxycholsäure die Zellmembran der Adipozyten. Zellreste und Lipide werden durch Makrophagen beseitigt.
Desoxycholsäure ist in dem in der traditionellen chinesischen Medizin verwendeten Mittel Niuhuang (Rindergallensteine) enthalten, welches als entzündungshemmend und immunmodulierend gilt und in China und anderen asiatischen Ländern eingesetzt wird.
Hydrophilere Analoga der Desoxycholsäure (Ursodesoxycholsäure, Chenodesoxycholsäure, Cholsäure)  werden als Arzneimittel zum Auflösen von Gallensteinen sowie gegen Lebererkrankungen eingesetzt, die mit Gallenstauung einhergehen (Cholestase, Cholangitis).

### Pharmakologische Forschung

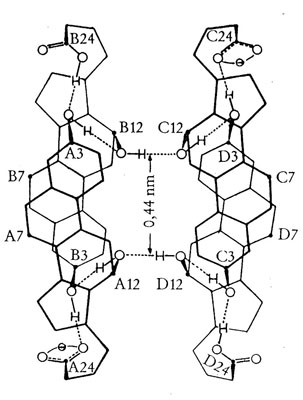
Struktur des DCA-Tetramers

Oligomere der Desoxycholsäure werden zur Verbesserung der Resorption höhermolekularer Wirkstoffe erforscht, indem die im Darm verfügbaren Transporter wie etwa der apikale natriumabhängige Gallensäurentransporter (ASBT) zum Einschleusen von Wirkstoff-DOCA-Komplexen genutzt werden. So konnte bspw. mit tetramerer Desoxycholsäuren (DCA-Tetramer, tetra-DOCA)  im Tierversuch die orale Bioverfügbarkeit eines antiangiogenetisch wirksamen Heparinderivats („LHT7“) verbessert werden. Auch für GLP-1-Agonisten sind DOCA-Oligomere als Transportmittel über den ASBT Gegenstand der Forschung.

## Externe Links zu erwähnten Verbindungen
1. ↑  Externe Identifikatoren von bzw. Datenbank-Links zu Natriumdesoxycholat:  CAS-Nr.: 302-95-4, EG-Nr.: 206-132-7, ECHA-InfoCard: 100.005.576, GESTIS: 103020, PubChem: 23668196, ChemSpider: 82577, Wikidata: Q25474151.